# Ulica Głucha w Warszawie
Ulica Głucha w Warszawie – jedna z ulic warszawskiej dzielnicy Praga-Południe, biegnąca od ul. Kamionkowskiej do ul. Mińskiej.

## Historia
Ulica Głucha powstała około roku 1900 jako ślepy zaułek ul. Kamionkowskiej, po roku 1945 została przedłużona aż do linii ul. Mińskiej. Przed rokiem 1939 wybudowano przy niej tylko dwie kamienice, z których jedną, pod nr. 3, zaprojektował Wacław Heppen. Pomimo stosunkowo późnego czasu budowy (1936), otrzymała ona stropy o drewnianej konstrukcji. Strona parzysta nigdy nie otrzymała zabudowy; okres powojenny nie przyniósł żadnych realizacji, toteż ulica zachowała przedwojenny wygląd.
Historyczna nawierzchnia ulicy wpisana została w 2017 do gminnej ewidencji zabytków.